# بريان كوري
بريان كوري (بالإنجليزية: Bryan Corey) هو لاعب كرة قاعدة أمريكي، ولد في 21 أكتوبر 1973 في ثاوزند أوكس في الولايات المتحدة.

## وصلات خارجية
- بريان كوري على موقع دوري كرة القاعدة الرئيسي (الإنجليزية)
- بريان كوري على موقع الدوري الياباني لكرة القاعدة (الإنجليزية)
- بريان كوري على موقع دوري كوريا الجنوبية لكرة القاعدة (الإنجليزية)
- بريان كوري على موقعبيزبول رفرنس.كوم (الدوري الرئيسي) (الإنجليزية)
- بريان كوري على موقعبيزبول رفرنس.كوم (الدوري الثانوي) (الإنجليزية)
- بريان كوري على موقع إي إس بي إن.كوم (أم.أل.بي) (الإنجليزية)
- بريان كوري على موقع مشجعي الرسوم البيانية (الإنجليزية)